# Oficina de Asuntos Exteriores del NSDAP
La Oficina de Asuntos Exteriores del NSDAP (en alemán: Außenpolitisches Amt der NSDAP, A.P.A. o APA) era una organización del Partido Nacionalsocialista Obrero Alemán (NSDAP). Fue establecido en abril de 1933 en el Hotel Adlon en Berlín inmediatamente después del Machtergreifung de los nacionalsocialistas. Fue liderada por Alfred Rosenberg. Fue una de las autoridades centrales de la política exterior de la Alemania nazi, junto con el Auswärtigen Amt o el Ministerio (AA) bajo el liderazgo de Neurath, la Auslandsorganisation (NSDAP/AO) de Ernst Wilhelm Bohle, la Oficina bajo Joachim von Ribbentrop (Dienststelle Ribbentrop) y parte del Reichsministerium für Volksaufklärung und Propaganda (RMVP) bajo Joseph Goebbels.